# Pozitronska emisiona tomografija
Pozitronska emisiona tomografija (PET) dijagnostička metoda nuklearne medicine koja se razlikuje od drugih pregleda ove medicinske oblasti po tome što detektuje metabolizam unutar telesnih tkiva. Ostali tipovi nuklearno medicinskih pregleda detektuju količinu radioaktivne supstance sakupljene u telesnom tkivu na datoj lokaciji.
Snimanje se izvodi sa radionuklidima koji pri radioaktivnom raspadu emituju pozitivno naelektrisane beta čestice. To su kratkoživeći radionuklidi, tako da se PET tehnika može koristiti samo u radionuklidnim laboratorijama sa instaliranim medicinskim ciklotronima ili laboratorijama koje se nalaze na ograničenoj daljini od mesta proizvodnje pozitronskih radionuklida.

## PET se bazira na određenim fizičkim procesima
Radioaktivnim raspadom jezgra atoma radionuklida, akumuliranog u snimanom organu, oslobađa se pozitron. To su veoma nestabilne čestice i vrlo brzo se sudaraju sa slobodnim elektronima iz organa. Pri sudaru, njihove mase nestaju (anihilacija), a stvaraju se dva gama fotona sa energijom od po 511 keV. Gama fotoni odlaze u suprotne pravce, pod uglom od 180°. Ako se simultano detektuju pomoću dva detektora postavljena na suprotnim stranama, koincidentno kolo može da odredi mesto njihovog nastanka u organu. Tehnikom filtrovane projekcije računar daje trodimenzionalni presek organa u celini, kao i snimke preseka organa sa različitom orijentacijom (transverzalni, longitudinalni, kosi).
Uređaj za tomografiju se sastoji od detektorskog i računarskog sistema. Detektorski sistem savremenih tomografa ima nekoliko hiljada malih kristala, najčešće napravljenih od bizmut-germanijum-oksida. Kristali su postavljeni u više prstenova, sa prečnikom od jednog metra. Smeštanjem pacijenta u centralni deo detektorskog sistema obezbeđuje se istovremeno sakupljanje podataka iz velikog broja ravni organa.

## Prednosti PET-a u odnosu na standardne tehnike snimanja su višestruke
Zato što je radioaktivnost veoma kratkotrajna, izlaganje radijaciji je ekstremno nisko. Količina supstance je toliko mala da ne utiče na normalne procese u telu. Osetljivost uređaja za detekciju radioaktivnog zračenja je vrlo velika. Kvantitativna ispitivanja su precizna, jer gama fotoni imaju visoku energiju i ne apsorbuju se u tkivima organizma. Korišćeni radionuklidi u velikom broju pripadaju hemijskim elementima koji se ugrađuju u složena organska jedinjenja organizma, tako da je ova tehnika pogodna za in vivo ispitivanje metabolizma. Brza akvizicija podataka zadovoljava uslove izvođenja perfuzione scintigrafije različitih organa. PET daje i superiorne morfološke informacije, jer se snimanje preseka organa vrši sa prostornom rezolucijom ispod 5 mm. Najzad, trodimenzionalni snimak omogućava izračunavanje zapremine organa i veličine fokusnih lezija.

## PET nalazi veliku primenu u kardiologiji, neurologiji, onkologiji i drugim medicinskim granama
PET slike su jedinstvene u svojoj mogućnosti da odrede da li pacijentovom srčanom mišiću potrebna operacija bajpasa koronarne arterije.
PET tehnika je veoma precizna u razlikovanju malignih od benignih izraslina, kao i u pokazivanju širenja malignih tumora. PET može pomoći da se detektuje recidiv tumora na mozgu, plućima, debelom crevu, dojkama, limfnim žlezdama, koži, ostalim organima. Informacije koje PET pruža se mogu upotrebiti u određivanju vrste kombinacije tretmana koja be bila najuspešnija kod lečenja pacijentovog tumora.

## PET može obezbediti informacije za precizno određivanje i evaluaciju oboljenja mozga
PET može pokazati region u mozgu koji prouzrokuje pacijentove napade, a od koristi je i u evaluaciji degenerativnih moždanih oboljenja kao što su Alchajmerova, Hantingtonova, i Parkinsonova bolest. Za vreme prvih nekoliko sati napada, PET može koristiti za određivanje terapije.

## PET može dati pogrešne rezultate ako hemijski balansi pacijenta nisu normalni
Rezultati testa kod dijabetičara ili onih pacijenata koji su jeli u toku nekoliko sati pre pregleda mogu biti nepovoljni zbog nivoa šećera ili insulina u krvi.
Takođe, zbog toga što se radioaktivna supstanca raspada brzo i što deluje veoma kratko, mora se pripremiti u laboratoriji blizu PET skenera. Važno je doći i primiti radioaktivnu supstancu u dogovoreno vreme. PET mora obaviti radiolog specijalista nuklearne medicine koji ima adekvatno iskustvo sa PET-om.

## Literatura
- Bailey D.L; D.W. Townsend; P.E. Valk; M.N. Maisey (2005). Positron Emission Tomography: Basic Sciences. Secaucus, NJ: Springer-Verlag. ISBN 978-1-85233-798-8.

## Spoljašnje veze
- PET snimci
- In vivo funkctionaln snimanje
- Prikaz klinickih indikacija FDG PET/CT pregleda

|  | Molimo Vas, obratite pažnju na važno upozorenje u vezi sa temama iz oblasti medicine (zdravlja). |